# 戈爾多拉

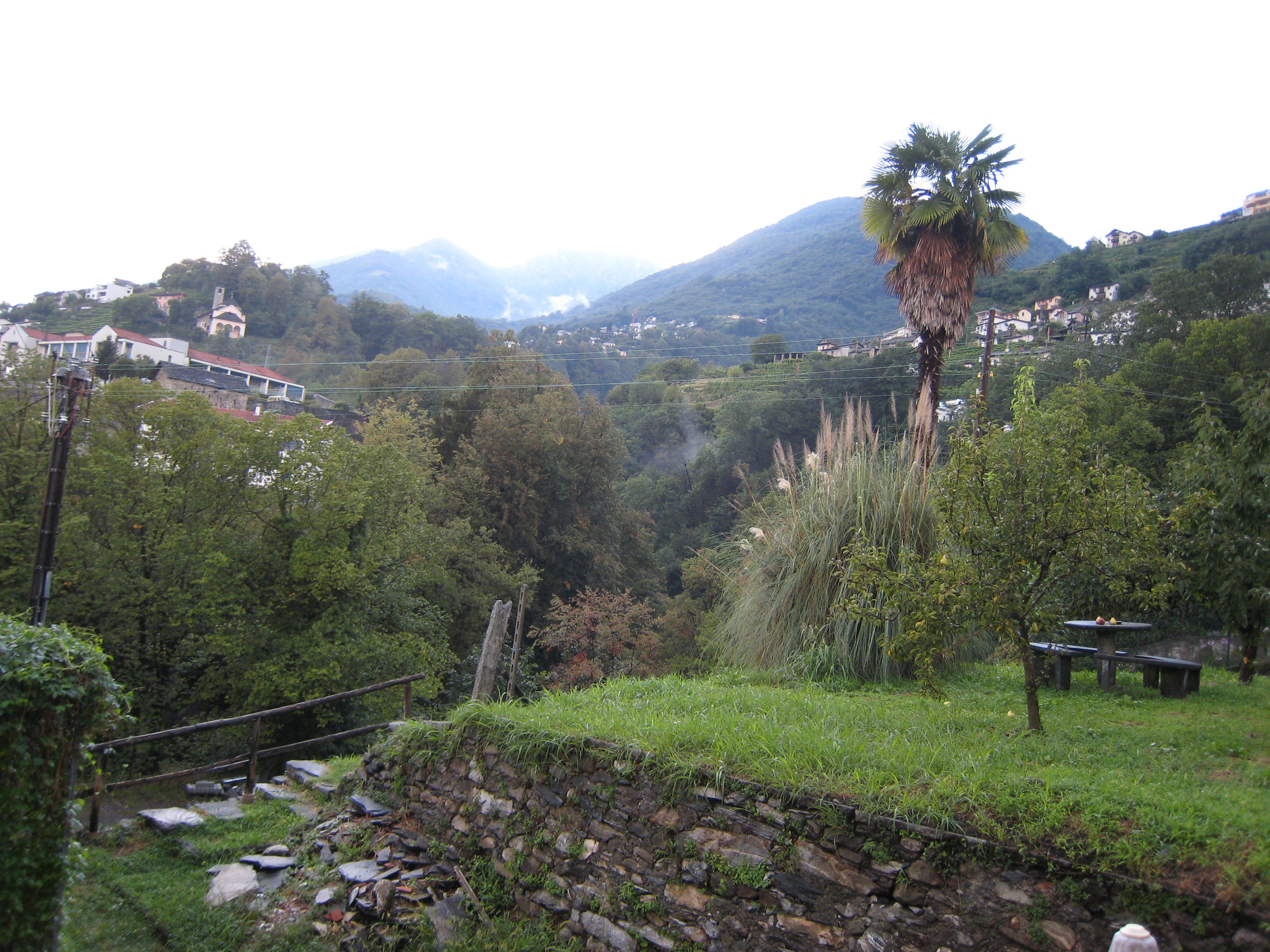

戈爾多拉是瑞士的城鎮，位於該國南部，由提契諾州負責管轄，面積7.04平方公里，海拔高度222米，2011年人口4,384，八成人口信奉羅馬天主教，人口密度每平方公里623人。